# Atractus univittatus
Atractus univittatus este o specie de șerpi din genul Atractus, familia Colubridae, descrisă de Giorgio Jan în anul 1862. Conform Catalogue of Life specia Atractus univittatus nu are subspecii cunoscute.